# Acritus castaneus
Acritus castaneus är en skalbaggsart som beskrevs av Lea 1925. Acritus castaneus ingår i släktet Acritus och familjen stumpbaggar. Inga underarter finns listade i Catalogue of Life.